# Falcon 9 Block 5
Falcon 9 Block 5 är amerikansk rymdraket och en vidareutveckling av den tidigare modellen Falcon 9 v1.2. Ändringarna gör bland annat raketen säkrare vid bemannade uppskjutningar och underlättar för återanvändningen av raketens första steg. De största förändringarna mellan Block 3 och Block 5 är högre drivkraft på alla motorer och förbättringar på landningsbenen. Första uppskjutningen gjordes den 11 maj 2018 och alla uppskjutningar förutom en har varit lyckade. Det senaste misslyckade landnings försöket av första steget var den 28 augusti 2024. 
Den första uppskjutningen med människor ombord gjordes den 30 maj 2020, då en Falcon 9-raket sköt upp en Dragon-kapsel på en flygning kallad SpX-DM2.

## Uppskjutningar
Lista över SpaceX raketuppskjutningar